# Wermelskirchen
Wermelskirchen ist eine Mittelstadt in Nordrhein-Westfalen südöstlich von Remscheid im Rheinisch-Bergischen Kreis mit den Ortsteilen Dhünn und Dabringhausen im Naturpark Bergisches Land. Die Große Dhünntalsperre, die größte Trinkwassertalsperre im Westen Deutschlands, liegt teilweise auf Wermelskirchener Stadtgebiet.

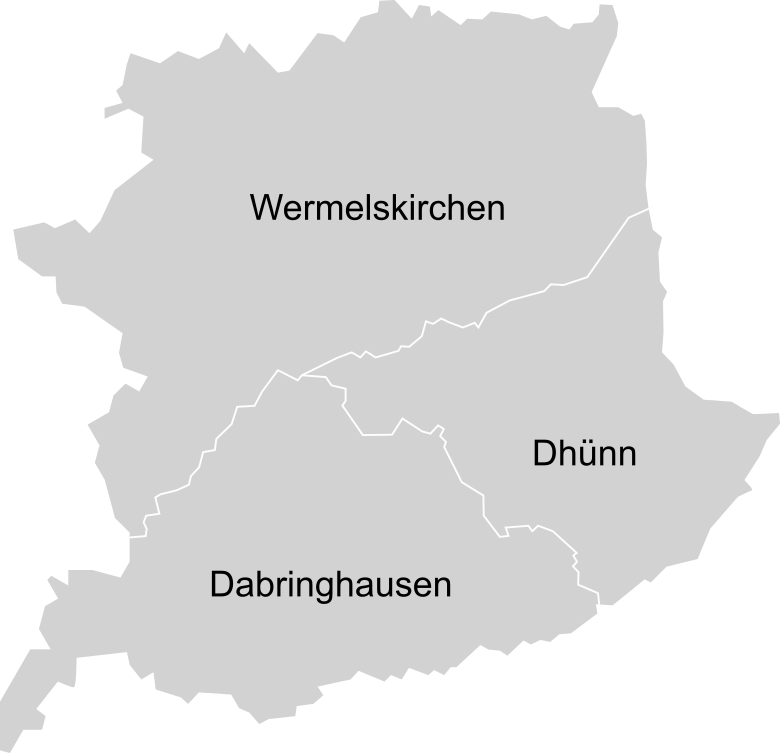
Stadtteile von Wermelskirchen

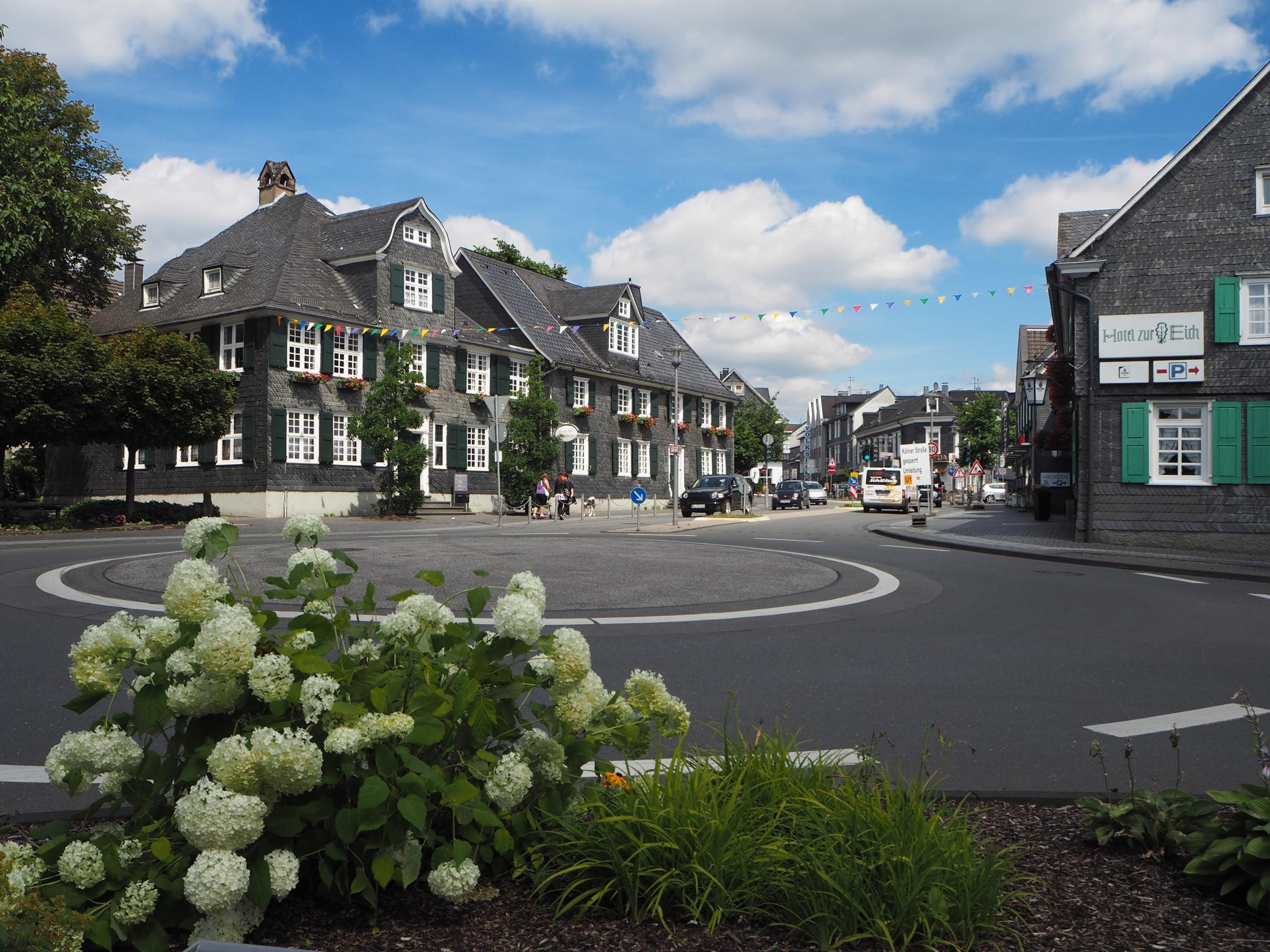
Wermelskirchen – Ensemble an der Eich

## Geographie
Die Entfernung zu Köln beträgt rund 35, die zu Düsseldorf etwa 45 Kilometer. Die benachbarten Kommunen heißen Remscheid, Hückeswagen, Wipperfürth, Kürten, Odenthal, Burscheid und Solingen. Das Stadtbild wird durch altbergische Schiefer- und Fachwerkhäuser geprägt.
| Solingen  | Remscheid                                   | Remscheid, Hückeswagen |
| Burscheid | Kompassrose, die auf Nachbargemeinden zeigt | Hückeswagen            |
| Odenthal  | Kürten                                      | Wipperfürth            |

### Stadtgliederung
Das Stadtgebiet von Wermelskirchen (Fläche: 74,74 km²) besteht aus drei Stadtteilen: dem Gebiet des ursprünglichen Wermelskirchens (ca. 34,71 km²) und den beiden 1975 eingemeindeten, zuvor eigenständigen Gemeinden Dabringhausen (ca. 23,11 km²) und Dhünn (ca. 16,84 km²).

#### Ortsbereich Wermelskirchen
Altenhof, Bechhausen, Belten, Bergermühle, Bollinghausen, Braunsberg, Buchholzen, Buddemühle, Büschhausen, Dreibäumen, Durholzen, Eich, Eipringhausen, Eipringhauser Mühle, Elbringhausen, Ellinghausen, Ellinghauser Mühle, Finkenholl, Finkenholler Mühle, Frohntaler Hammer, Habenichts, Heiderbach-Hammer, Heintgesmühle, Herrlinghausen, Hilfringhausen, Hinterhufe, Hünger, Im Berg, Kallenberg, Kenkhausen, Kolfhausen, Kovelsberg, Lehn, Löh, Lüffringhausen, Neuenflügel, Neuenhaus, Oberwinkelhausen, Ostringhausen, Pohlhausen, Preyersmühle, Schwanen, Sellscheid, Stockhausen, Stolzenberg, Süppelbach, Tente, Töckelhausen, Unterstraße, Unterwinkelhausen, Vorderhufe, Well, Wellermühle, Wirtsmühle, Wolfhagen, Zurmühle
Untergegangen oder wüst gefallen:
Höhrather Walkmühle

#### Ortsbereich Dabringhausen
Arnzhäuschen, Bremen, Dortenhof, Emminghausen, Forthausen, Großeledder, Großfrenkhausen, Grunewald, Haussels, Heide, Höferhof, Höhe, Hundheim, Käfringhausen, Ketzberg, Ketzbergerhöhe, Kleineledder, Kleinfrenkhausen, Kleinklev, Koenenmühle, Limmringhausen, Lindscheid, Linde, Luchtenberg,
Lüdorf, Maria in der Aue, Markusmühle, Neuemühle, Pantholz, Plettenburg, Rausmühle, Rölscheid, Schaffeld, Schlagbaum, Schürholz, Sondern, Steinhausen, Stumpf, Wenschebach
Untergegangen oder wüst gefallen:
Dahl, Dhünnenburg, Doktorsdhünn, Großklev, Humburgshammer, Hutzhammer, Jülichsdhünn, Kesselsdhünn, Klevermühle, Loosenau, Malsberg, Schirpendhünn, Werth

#### Ortsbereich Dhünn
Assmannskotten, Bergstadt, Dhünn-Neuenhaus, Dhünnsche Mühle, Eichholz, Friedenberg, Haarbach, Haarhausen, Halzenberg, Hammesrostringhausen, Heidchen, Heiligen Born, Heister, Hülsen, Knochenmühle, Krähenbach, Kreckersweg, Mittelberg, Mittelhagen, Neuenhaus, Neuenweg, Niederhagen, Oberberg, Oberhagen, Oberpilghausen, Osminghausen, Pilghauser Mühle, Staelsmühle, Unterberg, Unterhagen, Wickhausen, Wöllersberg
Untergegangen oder wüst gefallen:
Kotten, Kotterlinde

## Geschichte

### Stadtname
Zum ersten Mal urkundlich erwähnt wurde der Ort um das Jahr 1150 als Werenboldeskirken. Den Ortsnamen Wermelskirchen muss man von einem Mann mit Namen „Werinbold“ ableiten. Ein Namensträger Werinbold wird schon in den Jahren 860 bis 880 im Umfeld der Kölner Erzbischöfe Gunthar und Willibert genannt.

### Siedlungsgeschichte und Eingemeindungen

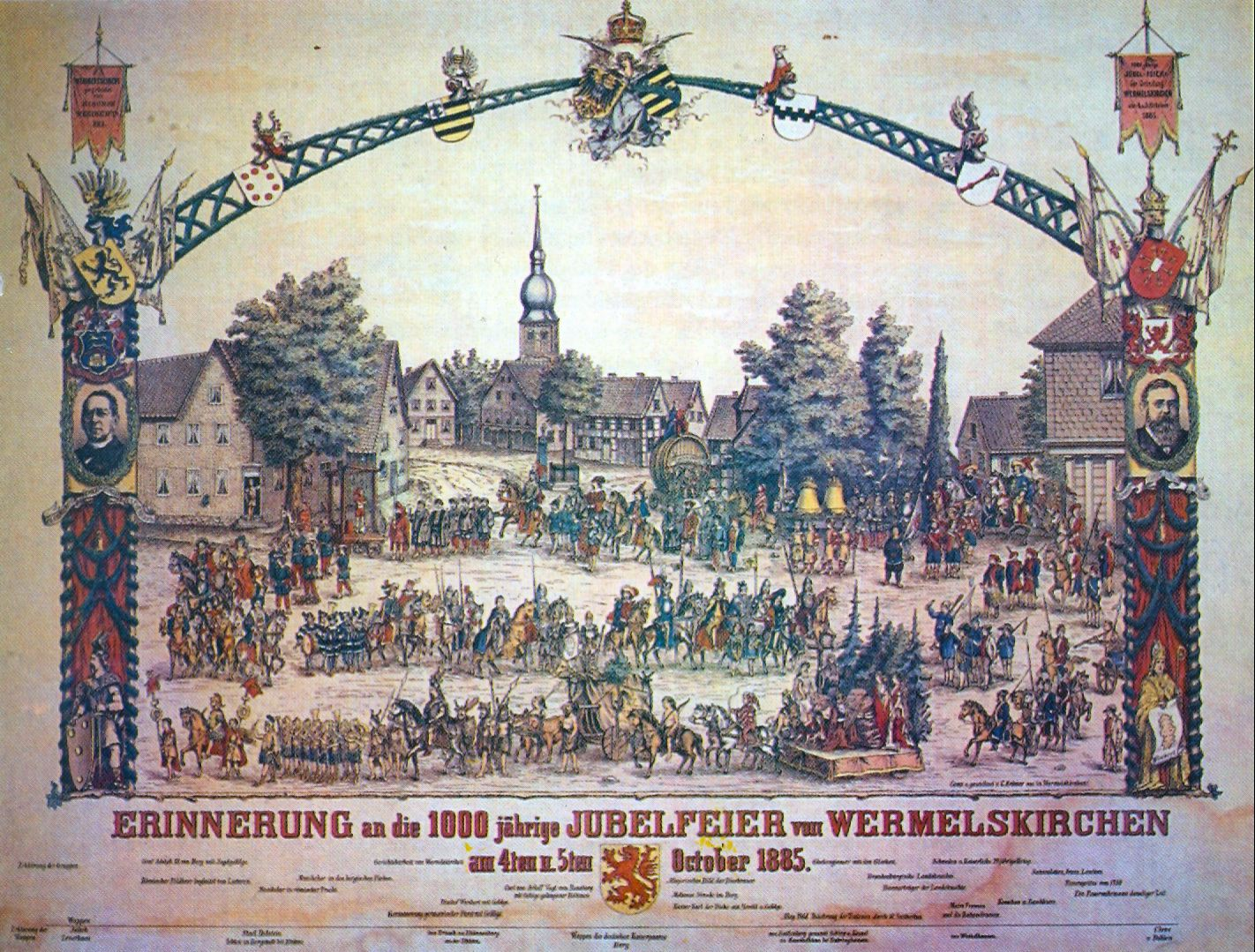
Festzug aus Anlass der 1000-Jahr-Feier von Wermelskirchen

Historische Karte von P. J. Heinrichs von Wermelskirchen 1883

Die Siedlungsgeschichte Wermelskirchens beginnt mit der Besiedlung des Bergischen Landes im Zuge der sächsischen und fränkischen Landnahmen vom 7. bis 10. Jahrhundert. Die -inghausen-Orte, von denen sich 19 im Wermelskirchener Stadtgebiet finden, werden den sächsischen Borchtern zugerechnet. Um 1200 wurde die romanische Kirche St. Bartholomäus mit der Michaeliskapelle im Turm errichtet. In der Urkunde der Übertragung des Landes Blankenberg an Berg im Jahr 1360 gehörte der Ort zum Amt Bornefeld in der Grafschaft Berg, dem späteren Herzogtum Berg, und ist Gerichtssitz. Im Jahre 1398 erwarb sich Herzog Wilhelm II. von Berg von König Wenzel die Erlaubnis, zwei neue Landzölle – einen zu Lennep, den anderen zu Wipperfürth – einzurichten.
Wie aus der Erkundigung von 1555 bekannt, hatte Lennep einen Beizoll in Wermelskirchen. Im selben Jahr führt die Stadt Köln Beschwerde beim Herzog wegen des neuen Zolls zu Wermelskirchen. Herzog Gerhard überweist 1451 einem Dietrich von Zweiffel den Zoll zu Wermelskirchen. Die Familie von Zweifel besaß auch ein Gut in Wermelskirchen. Im Jahr 1462 bekennt Herzog Gerhard von Berg von dem Wilhelm zur Eyck 634 Gulden geliehen zu haben und ernennt ihn gleichzeitig zum Kellner auf Schloss Burg und sichert ihm Geleit zu. Diese hohe Summe und die Stellung als Kellner zeugt von sehr guten Verhältnissen in Wermelskirchen. Während der Hansezeit erreichte Wermelskirchen größere Bedeutung beim Warentransport über Land, dafür war das gewährte Geleit eine wichtige Voraussetzung. Noch im 18. Jahrhundert beförderten Wermelskirchener Fuhrunternehmer große Gütermengen für den Düsseldorfer Hofstaat.
Im 19. Jahrhundert gehörte das spätere Stadtgebiet von Wermelskirchen zunächst zu den drei Landgemeinden Dorfhonschaft, Oberhonschaft und Niederhonschaft im Kreis Lennep. Diese drei Gemeinden wurden 1873 zur Gemeinde Wermelskirchen zusammengeschlossen. Dabei wurden Teile der Niederhonschaft an Dhünn und von der Oberhonschaft an Remscheid abgegeben. Noch im selben Jahr wurde die neue Gemeinde Wermelskirchen zur Stadt erhoben und erhielt die Rheinische Städteordnung.
Im Jahre 1885 feierte Wermelskirchen sein Millennium. Den Recherchen seines ersten Ortschronisten Peter Josef Heinrichs zufolge wurde unter anderem mit einem großartigen Festzug dem historisierenden Zeitgeist gehuldigt. Im Volksmund wird der Wermelskirchener auch als Dellmann bezeichnet, was auf einen Wermelskirchener Pastor namens Gustav Dellmann zurückgeht (* 20. September 1849; † 28. Oktober 1914), der von 1881 bis 1910 in Wermelskirchen wirkte.
1938 wurde das Amt Wermelskirchen aus der Stadt Wermelskirchen sowie den Gemeinden Dabringhausen und Dhünn gebildet. Kurz vor Ende des Zweiten Weltkrieges wurde Wermelskirchen auf Betreiben von Bürgermeister Borcherding in Zusammenarbeit mit den Unternehmern Flöring, Jürgens und Wellershaus zur Lazarettstadt erklärt, um die Stadt vor Bombenangriffen zu bewahren. Der Ortskommandant Major Meiser sagte zu, diesem Unternehmen nicht im Wege zu stehen. Dennoch erlitten einige Teile des Stadtgebiets, insbesondere der Stadtteil Hünger, durch einen Bomberangriff am 4. November 1944 wegen abgetriebenen Leuchtfeuers für die Stadt Solingen schwere Beschädigungen. Nach Aussage anderer Zeitzeugen war das Ziel die in der Schule Hünger liegende Horchfunker-Einheit der Wehrmacht, nach dritter Meinung war die an der Unterburg befindliche Zündnadel- und Granatenfabrik Angriffsziel. Über 80 Tote in ganz Wermelskirchen waren zu beklagen. Flüchtlinge aus umliegenden Gemeinden fanden in Wermelskirchen Schutz.
Nach über 40-jähriger Planungsphase und rund fünfjähriger Bauzeit wurde am 22. August 2005 die Umgehungsstraße B 51n zur Entlastung des innerstädtischen Verkehrs eröffnet.
Im Zuge der Kommunalgebietsreform wurden am 1. Januar 1975 Dabringhausen und Dhünn eingegliedert.

## Bevölkerung

### Bevölkerungsentwicklung
Seit 1975 unterlag die Einwohnerzahl von Wermelskirchen nur geringen Schwankungen:
| Jahr | Einwohner |
| ---- | --------- |
| 1975 | 34.852    |
| 1980 | 34.737    |
| 1985 | 33.860    |
| 1990 | 35.865    |
| 1995 | 37.123    |
| 2000 | 37.016    |

| Jahr | Einwohner |
| ---- | --------- |
| 2005 | 36.588    |
| 2010 | 35.611    |
| 2015 | 34.504    |
| 2017 | 34.705    |
| 2018 | 34.765    |
| 2019 | 34.719    |
| 2020 | 34.597    |
| 2021 | 34.480    |

### Religion

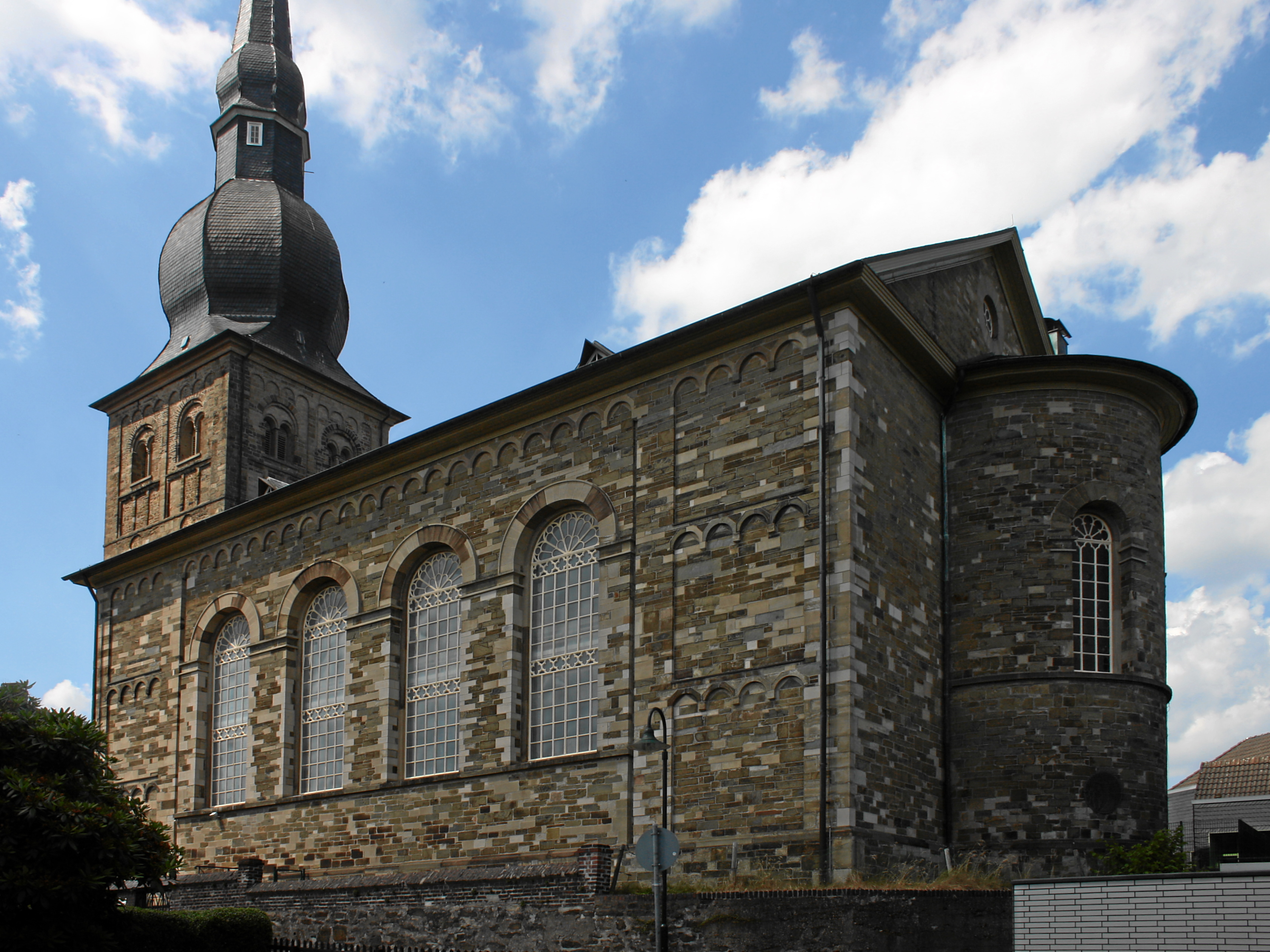
Evangelische Stadtkirche Wermelskirchen

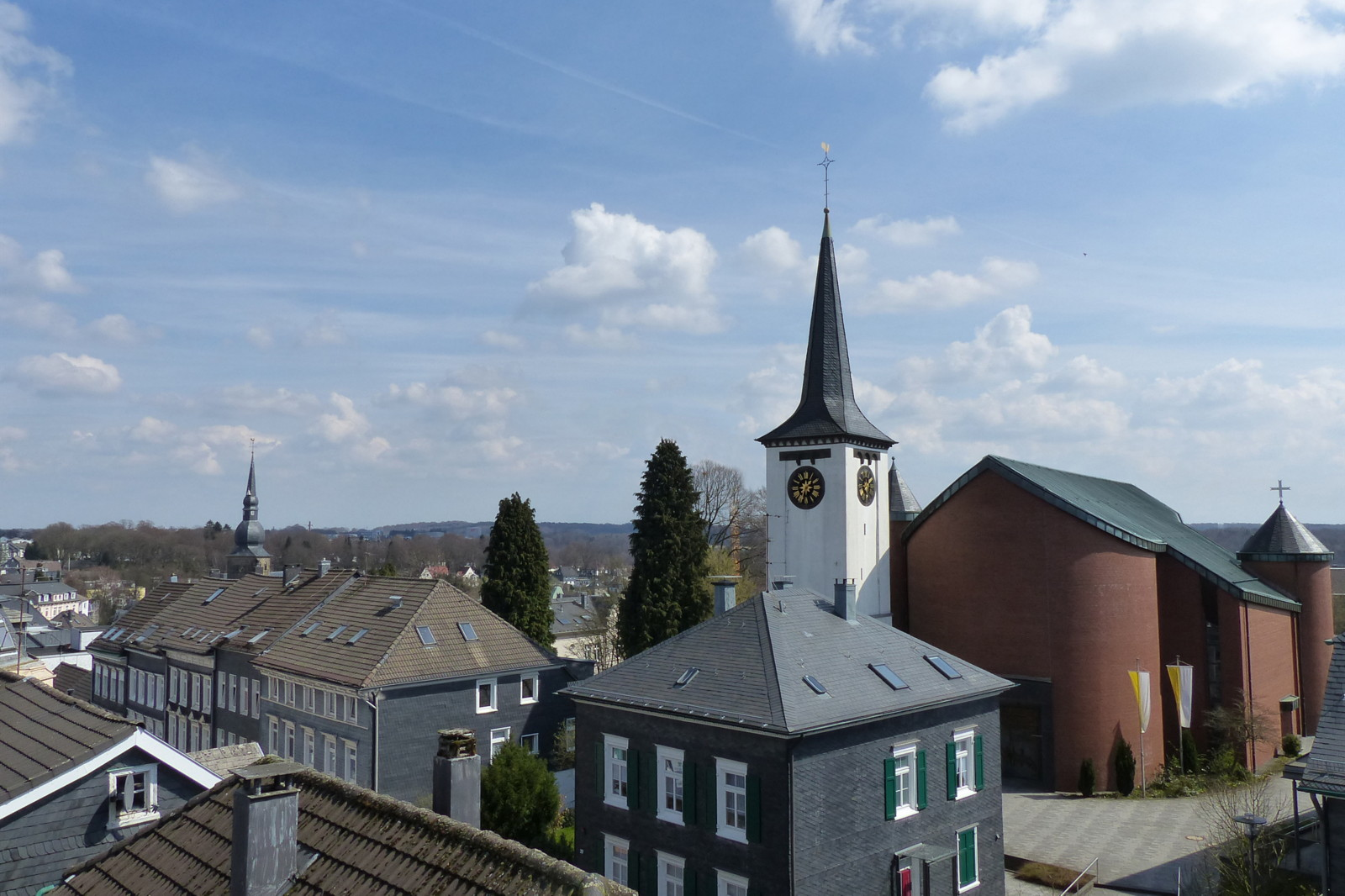
Katholische Kirche St. Michael

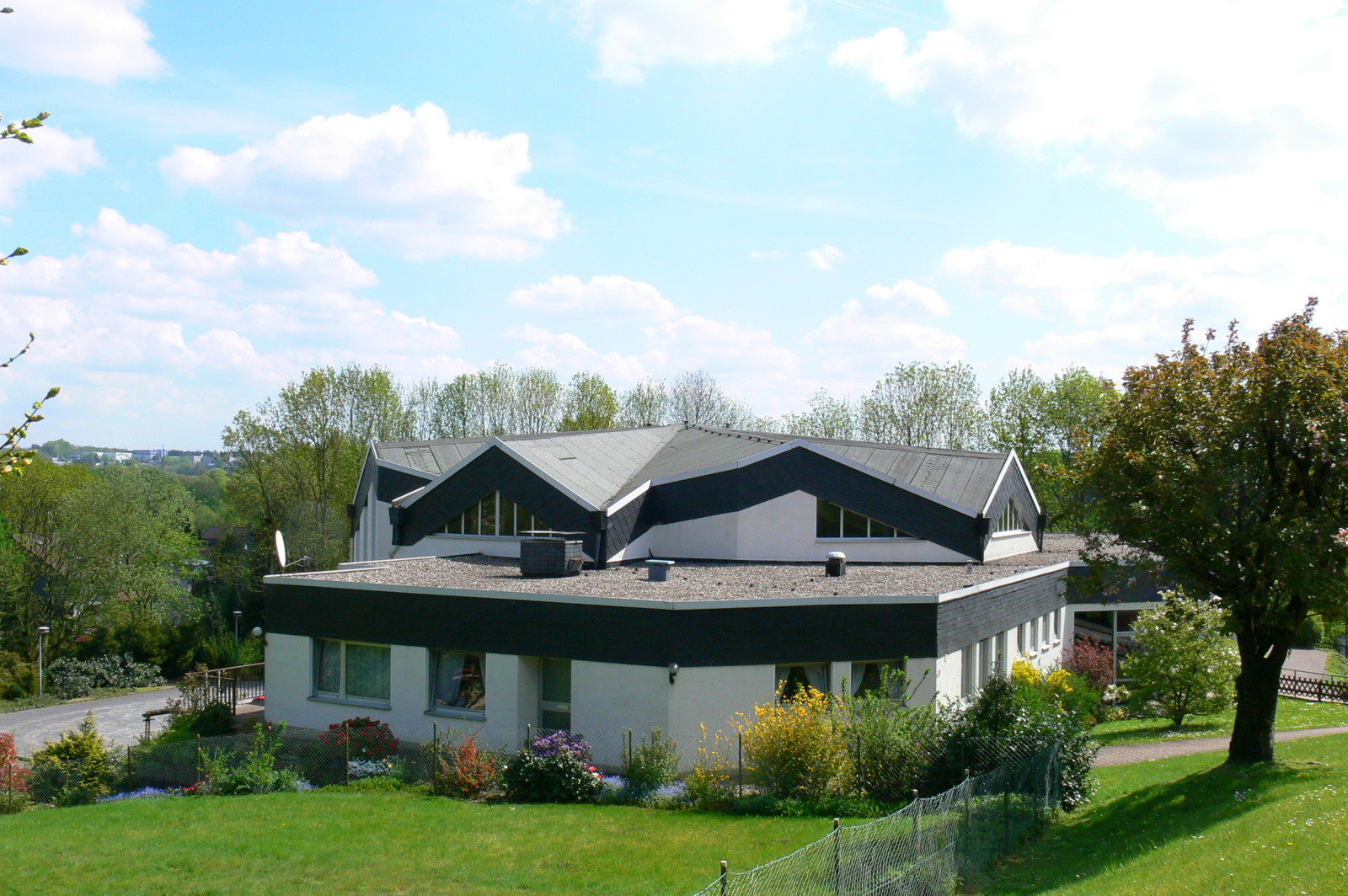
Evangelisch-Freikirchliche Gemeinde Wermelskirchen. Die Form des Gebäudes ist einem Zelt nachempfunden.

#### Konfessionsstatistik
Gemäß dem Zensus 2011 waren 42,0 % der Einwohner evangelisch, 22,4 % römisch-katholisch und 35,6 % konfessionslos, gehörten einer anderen Glaubensgemeinschaft an oder machten keine Angaben. Am 31. Dezember 2023 gehörten von den 35.257 Einwohnern 32,9 % (11.606) der evangelischen und 19,4 % (6.836) der römisch-katholischen Konfession an. 47,6 % gehörten keiner Konfession oder anderen Glaubensgemeinschaften an. Der Anteil der evangelischen und katholischen Kirchenmitglieder an der Gesamtbevölkerung ist demnach im beobachteten Zeitraum gesunken, während der Anteil der Konfessionslosen zunahm.

#### Kirchen
Die evangelische Kirchengemeinde Wermelskirchen mit ihren fünf Pfarrbezirken, die zum Kirchenkreis Lennep gehört, umfasst den Stadtkern Wermelskirchens sowie die Stadtteile Hünger und Tente. Im Gebiet der Stadt Wermelskirchen gibt es auch noch die evangelischen Kirchengemeinden Dabringhausen, Dhünn und Hilgen-Neuenhaus. Gemeinsame Verwaltungsstelle ist das evangelische Gemeindeamt an der Stadtkirche. Die Stadtkirche am Markt ist im 11. Jahrhundert im romanischen Stil errichtet worden. Im Zuge der Reformation wurde sie evangelisch. 1838 erfolgten Abriss und Neubau des Kirchenraumes. Der Turm aus dem 12. Jahrhundert mit der Turmhaube aus dem 18. Jahrhundert blieb erhalten.
Zur römisch-katholischen Kirchengemeinde St. Michael und Apollinaris gehören die Gläubigen dieser Konfession. Sie bildet zusammen mit der Kirchengemeinde St. Laurentius (Burscheid) den Seelsorgebereich Wermelskirchen / Burscheid im Erzbistum Köln. Die neugotische Kirche St. Michael an der Kölner Straße in Wermelskirchen ist im 19. Jahrhundert errichtet und 1952 mit Ausnahme des Turms abgerissen und neu gebaut worden.
In Wermelskirchen ist ferner eine große Anzahl von evangelischen Freikirchen heimisch. Sie gehören teils zum Bund Evangelisch-Freikirchlicher Gemeinden. Im Stadtgebiet befinden sich die Evangelisch-Freikirchliche Gemeinde Wermelskirchen, die Christliche Versammlung Wermelskirchen und Treffpunkt Hoffnung. In der Ortschaft Dabringhausen befinden sich das Gemeindezentrum Dabringhausen, und die Evangelisch-Freikirchliche Gemeinde Forthausen.
In der Ortschaft Dhünn befindet sich die Evangelisch-Freikirchliche Gemeinde Dhünn. In der Ortschaft Neuenflügel befindet sich die Evangelisch-Freikirchliche Gemeinde Neuenflügel. Diese vergleichsweise hohe Anzahl an evangelischen Freikirchen ist historisch bedingt durch die Nähe zur Stadt Wuppertal, die im 19. Jahrhundert ein Zentrum der evangelischen Freikirchen war und noch ist.

## Politik

### Bürgermeister
Am 10. Oktober 2004 konnte sich der von den Wählergemeinschaften Bürgerforum, UWG und WNK sowie der FDP unterstützte gebürtige Schwabe Eric Weik (FDP) mit 70,1 % der Stimmen in der Stichwahl durchsetzen. Bei der Wahl 2009 wurde er im Amt bestätigt. Im September 2015 gewann Rainer Bleek (SPD) die Bürgermeisterwahl. 2020 erreichte die parteilose Kandidatin Marion Lück (inzwischen Marion Holthaus) die absolute Mehrheit und wurde Wermelskirchens erste Bürgermeisterin.

### Rat der Stadt
Dem Rat der Stadt gehören neben der hauptamtlichen Bürgermeisterin 54 Mitglieder aus neun Parteien bzw. Wählergruppen an. Die Kommunalwahl am 13. September 2020 führte zu folgender Sitzverteilung:
- CDU: 19 Sitze
- SPD: 10 Sitze
- GRÜNE: 9 Sitze
- FDP: 4 Sitze
- Bürgerforum: 4 Sitze
- WNK UWG: 3 Sitze
- Zukunft Wermelskirchen: 2 Sitze
- AfD: 2 Sitze
- LINKE: 1 Sitz

### Wappen
| Wappen von Wermelskirchen | Blasonierung: „In Silber eine eingeschweifte rote Spitze, darin auf grünem Schildfuß eine silberne Kirche in Giebelansicht mit vorgebautem zentralem Glockenturm mit Turmuhr, Welscher Haube mit Spitze und drei schwarzen Toren, vorne eine grüne, bewurzelte Eiche, hinten ein schreitender, rotbewehrter, schwarzer Schwan. Auf dem Schildrand eine goldene, schwarzgefugte, gezinnte Stadtmauer mit geschlossenem Portal und wachsend drei runden Zinnentürmen mit je zwei schwarzen Fenstern.“ |
| Wappen von Wermelskirchen | Wappenbegründung: Die drei Wappenteile stehen für die drei ehemaligen Hofschaften, aus denen Wermelskirchen entstanden ist, das Kirchdorf, die Eich und der Schwanen, symbolisiert durch den Schwarzschwan (Cygnus atratus). Die Mauerkrone ist der heraldische Ausdruck für den Status einer Stadtgemeinde. Die drei Honschaften, aus denen Wermelskirchen bestand, waren Ober-, Dorf- und Niederhonschaft und sagen nichts zum Wappen.                                                            |

### Städtepartnerschaften
Wermelskirchen unterhält partnerschaftliche Beziehungen zu folgenden Städten:
- Loches (Touraine) (Frankreich), seit 1974
- Forst (Lausitz) (Deutschland), seit 1990

Seit 1964 besteht eine Patenschaft für das ehemals deutsche
- Querbach (Riesengebirge) in Niederschlesien (heute Przecznica in Polen)

## Verkehr

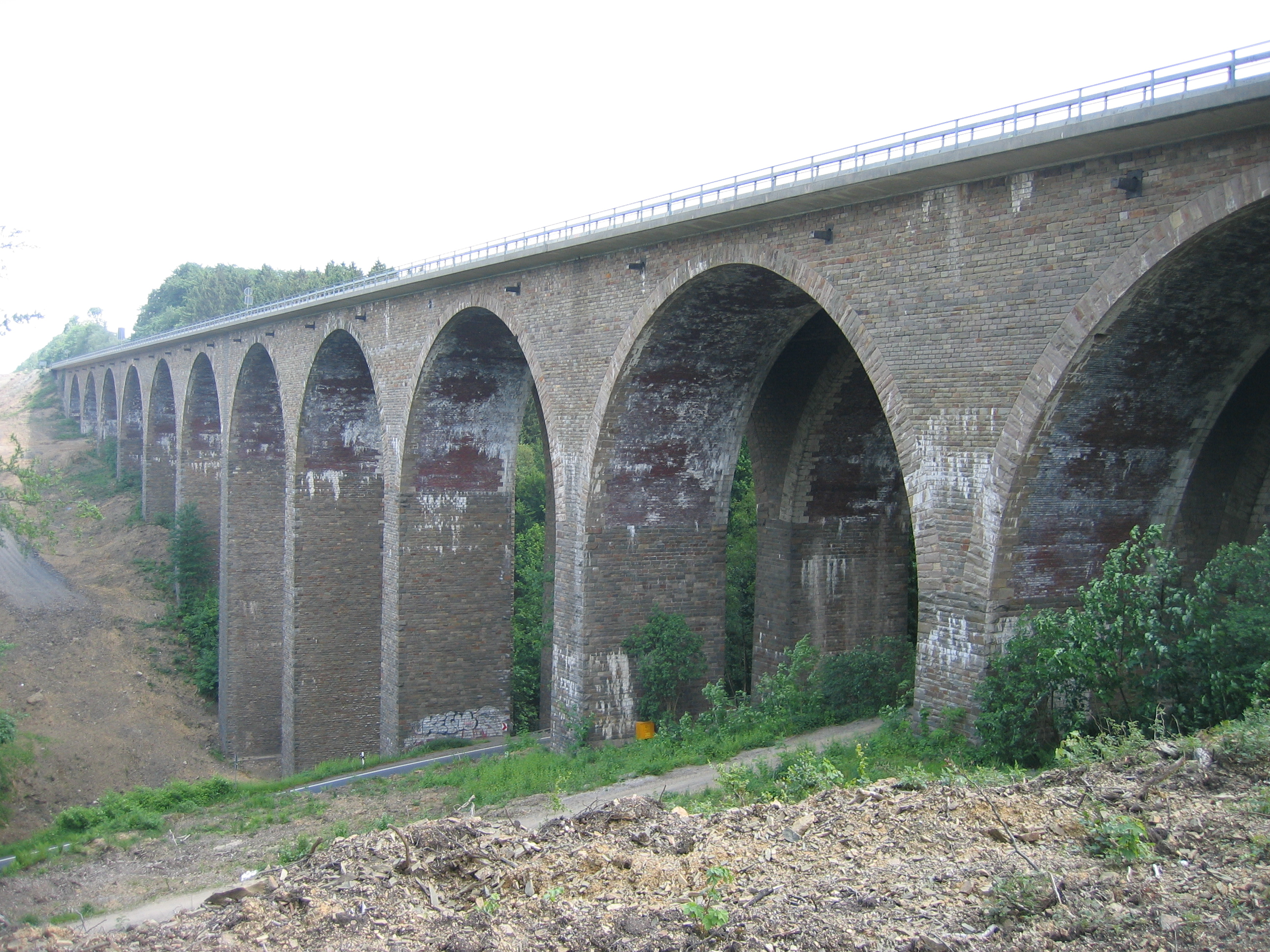
Denkmalgeschützte Talbrücke Höllenbach im Norden von Wermelskirchen, vor Ausbau der A 1 und der damit verbundenen Errichtung eines zusätzlichen Brückenbauwerks an der hier gezeigten Nordseite der Brücke

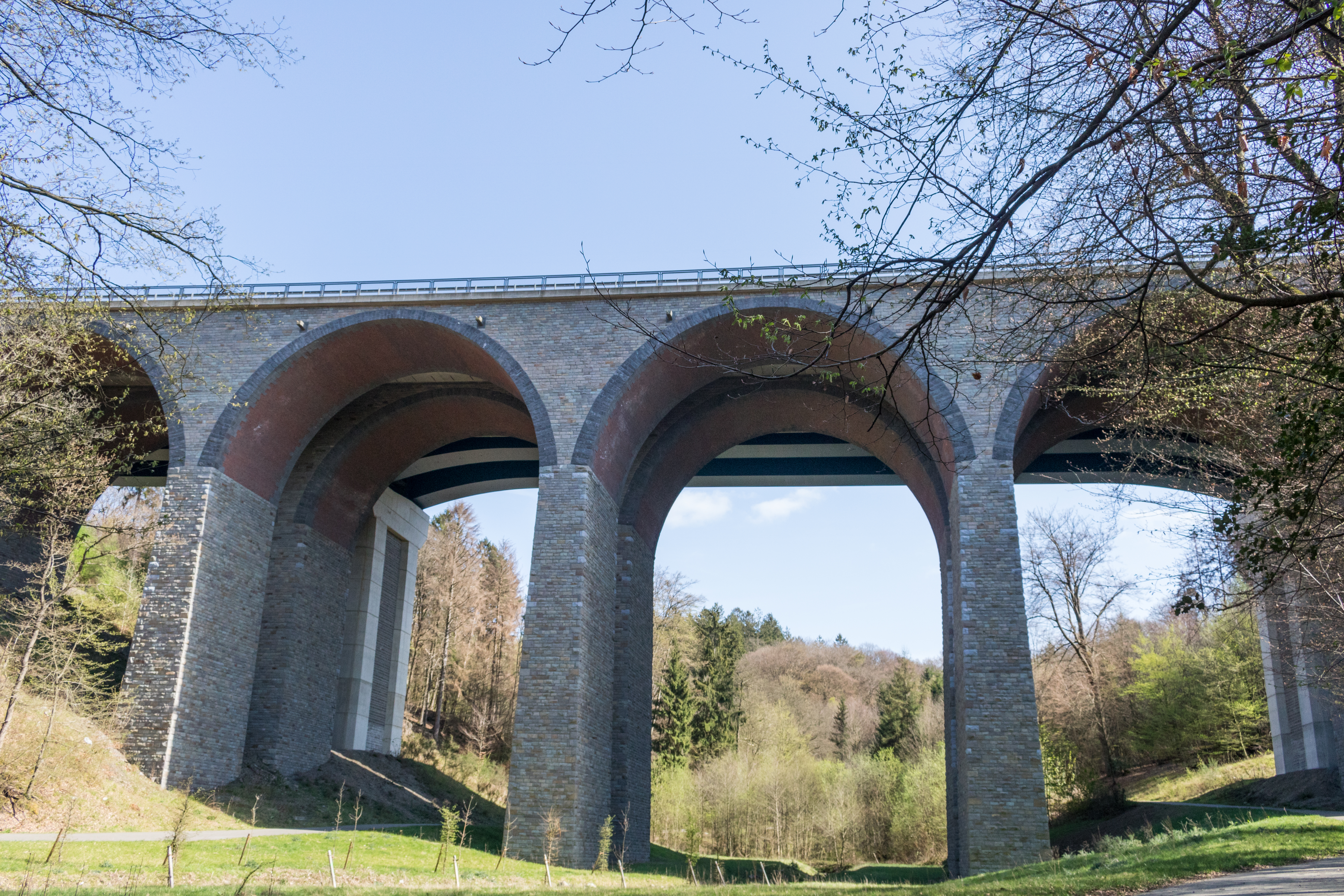
Denkmalgeschützte Talbrücke Einsiedelstein, mit dem im Zuge des Ausbaus der A 1 in den 2000er Jahren errichteten Brückenbauwerk im Hintergrund

Die Bundesstraße 51 führt durch Wermelskirchen. Seit August 2005 ist auf einem Teil der Trasse der ehemaligen Bahnlinie von Opladen nach Lennep eine Umgehungsstraße freigegeben, die die B 51 am Stadtkern vorbeiführt. Diese Straße heißt Dellmann-Straße, benannt nach dem langjährigen Pastor Dellmann. Somit ist der Durchgangsverkehr, vor allem der Schwerlastverkehr, aus der Stadt verschwunden. Zudem liegt Wermelskirchen an der Autobahn A 1 mit der Anschlussstelle 96, „Wermelskirchen“. Nach jahrzehntelanger Planung wurde die A 1 seit Sommer 2007 auf sechs Spuren erweitert. Dazu wurde im Bereich der Autobahnbrücke bei der Anschlussstelle 96 die Fahrbahn um einige Meter abgesenkt, um alle Fahrspuren unter dieser Brücke durchzuführen. Weiterhin wurde die Auffahrt in Fahrtrichtung Dortmund um etwa 300 Meter in Richtung Burscheid zurückverlegt, um die Beschleunigungsspur zu verlängern. Zwischen der Autobahnbrücke der L 157 und der Talbrücke Einsiedelstein entstand eine neue Lärmschutzwand mit Höhen zwischen 4,5 und 6,0 Metern.
In Wermelskirchen waren am 1. Januar 2018 27.992 Kraftfahrzeuge zugelassen, davon 23.485 Pkw.
Die Eisenbahnanbindung von Wermelskirchen an Lennep und Opladen ging 1881 in Betrieb und ist seit 1983 stillgelegt. Der Betrieb der 1888 gegründeten Kleinbahn Wermelskirchen-Burger Eisenbahn bot nach seiner Elektrifizierung zu Beginn des 20. Jahrhunderts in seiner größten Ausdehnung ein Streckennetz von etwa 30 Kilometern mit Verbindungen nach Remscheid, Lennep und Solingen. Nach dem Ersten Weltkrieg wurden die wegen Verschleiß erneuerungsbedürftigen Strecken an die Stadtwerke Remscheid bzw. Solingen abgegeben und später auf den Betrieb mit Omnibussen umgestellt. Heute ist Wermelskirchen die größte Stadt Deutschlands ohne jeglichen Bahnanschluss.
Seit seiner Einweihung am 22. April 2012 beginnt direkt am Bahnhof Lennep ein kombinierter Fuß- und Radweg auf der ehemaligen Bahnstrecke nach Opladen. Von diesem zweigt in Bergisch Born ebenfalls der Fuß- und Radweg auf der ehemaligen Bahnstrecke nach Marienheide ab. Seit dem 1. Juli 2017 erhält man direkt an der Haltestelle RVK-Niederlassung Anschluss zum Bergischen FahrradBus in Richtung Opladen oder nach Marienheide.

### Regional- und Stadtbusse
Der ÖPNV wird mit Bussen ausgeführt. Heute bestehen Verbindungen nach Remscheid, Köln, Leverkusen, Solingen-Burg, Remscheid-Lennep, Dabringhausen und Dhünn. Zudem gibt es in Bergisch Born Umsteigemöglichkeiten nach Gummersbach. Wermelskirchen gehört zum Tarifgebiet des Verkehrsverbundes Rhein-Sieg (VRS).
Der Busbahnhof befindet sich direkt am ehemaligen Bahnhof und ist der wichtigste Verkehrsknotenpunkt der Stadt. Die zentralsten Haltestellen sind jedoch Rathaus und Markt bzw. Markt / Taubengasse in der Innenstadt. Der nächste Bahnhof ist Remscheid Hauptbahnhof. Die nächsten Fernbusse halten in Lennep.
Zahlreiche Buslinien verbinden den Wermelskirchener Busbahnhof sowohl mit dem Bergischen Land als auch mit der Rheinschiene. Die unten angegebenen Taktzeiten beziehen sich auf die Hauptverkehrszeiten von Montag bis Freitag.
| Linie | Verlauf | Takt                                                                          | Betreiber                 | Bussteig                 |
| ----- | --- | ----------------------------------------------------------------------------- | ------------------------- | ------------------------ |
| X24   | LEV-Mitte Bf ü. A3 und A1 – Kaltenherberg – Hilgen – Wermelskirchen Busbf ohne Halt über Autobahn A3 und A1 | 30 min (Mo – Sa) An Sonn- und Feiertagen 60Min                                | RVK, Wupsi                | G                        |
| 240   | Wermelskirchen Busbf – Wermelskirchen Taubengasse (Nur in Fahrtrichtung Lennep Bf) – Friedhof – Belten – Elbringhausen – Wermelsk. OBI – Rattenburg – Remscheid Bornefeld – Schwarzer Weg – Bergisch-Born Post – Bergerhöhe – Trecknase – Kreishaus – Lennep Bf | 60 min                                                                        | Stadtwerke Remscheid, RVK | C                        |
| 260   | Hochstraße – Friedrich-Ebert-Platz – Remscheid Hbf – Zentralpunkt – Mannesmann – Remscheid-Bliedinghausen – Wermelsk. Preyersmühle – Friedenstr – Wermelskirchen Busbf – Rathaus (Nur in Fahrtrichtung Köln Hbf/Breslauer Platz) – Wermelsk. RVK-Niederlassung – Wermelsk. Tente – Burscheid – Hilgen/Raiffeisenplatz – Kaltenherberg Ort – Blechersiefen – Neuboddenberg – LEV-Schlebusch – Schleb. Nitummer Weg – K-Mülheim Wiener Platz – K-Deutz Im Rheinpark – Köln-Deutz/Messe Bf – Köln Hbf/Breslauer Platz | 30 min                                                                        | RVK                       | B n. Remscheid E n. Köln |
| 261   | (Wermelsk. Schulzentrum Ost nicht immer –) Wermelskirchen Busbf – Wermelsk. Markt/Taubengasse – Eipringhausen – Dhünn Ortsmitte – Dhünn Halzenberg (– Scheideweg – Hückeswagen Bahnhofstr.) | 60 min Wermelsk. – Dhünn Halzenberg 5 × am Tag Dhünn Halzenberg – Hückeswagen | RVK                       | F                        |
| 263   | (Wermelsk. Schulzentrum Ost nicht immer –) Wermelskirchen Busbf – Wermelsk. Rathaus (nur in Fahrtrichtung Dabringhausen) – Wermelsk. Markt (nur in Fahrtrichtung Wermelskirchen) – Stumpf – Arnzhäuschen – Dabringhausen Mitte (– Emminghausen) | 60 min Wermelsk. – Dabringh. 1 × an Schultagen Dabringh. – Emmingh.           | RVK                       | H                        |
| 265   | (Wermelsk. Schulzentrum Ost nicht immer –) Wermelskirchen Busbf – Wermelsk. Rathaus (nur in Fahrtrichtung Dabringhausen) – Wermelsk. Markt (nur in Fahrtrichtung Wermelskirchen) – Stumpf – Grunewald – Käfringh. Schlagbaum – Ketzbergerhöhe – Dabringh. Strandbad – Dabringhausen Mitte | 60 min                                                                        | RVK                       | H                        |
| 266   | (Wermelsk. Schulzentrum Ost nicht immer –) Wermelskirchen Busbf – Wermelsk. Rathaus (nur in Fahrtrichtung Burg) – Wermelsk. Markt (nur in Fahrtrichtung Wermelskirchen) – Wermelsk. Pohlhausen – SG-Burg Schloss – SG-Burg Burger Bahnhof | 60 min                                                                        | RVK                       | D                        |
| 268   | Wermelsk. Eifgen – Wermelsk. Markt/Taubengasse – Wermelskirchen Busbf – Wermelsk. Schulzentrum Ost – Wermelsk. Belten – Buchholzen – Unterdurholzen – Dreibäumen – Eipringhausen – Wermelskirchen Taubengasse – Wermelskirchen Busbf – Wermelsk. Schulzentrum Ost nur in eine Fahrtrichtung | 4 × an Schultagen                                                             | RVK                       | G                        |
| 270   | Wermelskirchen Busbf – Wermelsk. Rathaus (nur in Fahrtrichtung Krankenhaus) – Wermelsk. Markt (nur in Fahrtrichtung Wermelsk. Busbf) – Wermelsk. Krankenhaus | 60 min                                                                        | RVK                       | H                        |
| 271   | Wermelskirchen Busbf – Wermelsk. Rathaus (nur in Fahrtrichtung Am Stadtrand) – Wermelsk. Markt (nur in Fahrtrichtung Wermelsk. Busbf) – Wermelsk. Am Stadtrand | 60 min                                                                        | RVK                       | H                        |
| 652   | Hochstraße – Friedrich-Ebert-Platz – Remscheid Hbf – Zentralpunkt – Struck – Großberghausen – Talsperre/Mebusmühle – Kenkhausen – Lüffringhausen – Belten – Wermelskirchen Taubengasse – Wermelskirchen Busbf (Als Linie 672) -> Weiter als 672 nach Remscheid Mitte | 30 – 60 min                                                                   | Stadtwerke Remscheid      | A                        |
| 672   | Hochstraße – Friedrich-Ebert-Platz – Remscheid Hbf – Zentralpunkt – Struck – Großberghausen – Talsperre/Mebusmühle – Ortlinghaus – Wermelskirchen Busbf -> weiter als Linie 652 nach Remscheid Mitte | 30 – 60 min                                                                   | Stadtwerke Remscheid      | C                        |
| NE12  | Remscheid Friedrich-Ebert-Platz – Remscheid Hbf – Remscheid Zentralpunkt – Preyersmühle – Wermelskirchen Busbf – Wermelsk. Belten – Remscheid Talsperre/Mebusmühle – Remscheid Zentralpunkt – Remscheid Hbf – Remscheid Friedrich-Ebert-Platz Nachtbusexpress nur in eine Fahrtrichtung | 60 min                                                                        | Stadtwerke Remscheid      | C                        |
| N26   | Köln Hbf/Breslauer Platz – Köln-Deutz/Messe Bf – K-Deutz Im Rheinpark – K-Mülheim Wiener Platz – ohne Halt über A3 und A1 – Kaltenherberg – Burscheid Mitte – Ölmühle – Paffenlöh – Benninghausen – Ösinghausen – Hürringhausen – Hilgen Raiffeisenplatz – Wermelsk. Tente – Wermelsk. RVK-Niederlassung – Wermelsk. Markt – Wermelskirchen Busbf Nachtbus nur in eine Fahrtrichtung | Am Wochenende und an Feiertagen 60 min                                        | RVK                       | A                        |

### Sonstige
Neben dem regulären Busangebot wird Wermelskirchen zusätzlich durch einen Bürgerbus nach Hebbinghausen oder Höhrath, diverse Freizeitbusse, die während der Saison am Wochenende oder an Feiertagen angeboten werden, sowie einer Linie des Anrufsammeltaxis nach Remscheid-Lennep, bedient.
| Linie | Linienverlauf | Takt                                                                                            | Betreiber            | Bussteig                                          |
| ----- | --- | ----------------------------------------------------------------------------------------------- | -------------------- | ------------------------------------------------- |
| 264   | Bürgerbus: Wermelsk. Waldfriedhof Eickerberg – Wermelsk. Rathaus – Wermelsk. Markt / Taubengasse – Wermelskirchen Busbf – Wermelsk. Wirtsmühle – Wermelsk. Carpe Diem – Wermelsk. Belten – Buchholzen – Dreibäumen – Hebbinghausen – Dreibäumen – Buchholzen – Wermelsk. Belten – Wermelsk. Carpe Diem – Wermelsk. Wirtsmühle – Wermelskirchen Busbf – Wermelsk. Rathaus – Wermelsk. Im Wolfhagen – Wermelskirchen Busbf – Wermelsk. Rathaus – Wermelsk. REWE / Viktoriastraße – Wermelsk. Untersellscheid – Oberburg – Höhrath – Unterwinkelhausen – Stolzenberg – Büschhausen – Oberwinkelhausen – Wermelsk. REWE / Viktoriastraße – Wermelsk. Markt / Taubengasse – Wermelsk. Rathaus – Wermelsk. Waldfriedhof Eickerberg Kleinbus nur in einer Fahrtrichtung | 120 min                                                                                         | RVK                  | A n. Im Wolfhagen C n. Höhrath G n. Hebbinghausen |
| 267   | Bergischer WanderBus: Wermelsk. Reisegarten Eifgen – Wermelsk. Markt / Taubengasse (nur in Fahrtrichtung Odenthal) – Wermelsk. Markt (nur in Fahrtrichtung Wermelskirchen) – Wermelsk. Rathaus (nur in Fahrtrichtung Odenthal) – Emmingh. Straußenfarm – Dabringhausen Mitte – Limmringhausen – Altenberg – Odenthal Herzogenfeld (– Bergisch Gladbach – Bensberg – Rösrath Bf ) Kleinbus | Am Wochenende und an Feiertagen: 120 min Wermelskirchen – Odenthal 1× am Tag Odenthal – Rösrath | RVK                  | —                                                 |
| FB    | Bergischer FahrradBus: LEV-Opladen Busbf – Pattscheid Bf – Burscheid Bf – Hilgen Raiffeisenplatz – Wermelskirchen RVK-Niederlassung – Wermelsk. Neuenborn (B51) – Hückeswagen Bahnhofstr. – Wipperfürth Leiersmühle – Ohl – Marienheide Busbf Bus mit Anhänger | Am Wochenende und an Feiertagen 60 – 120 min                                                    | RVK, OVAG, Wupsi     | —                                                 |
| AST   | AnrufSammelTaxi: Wermelskirchen Busbf – Wermelsk. Markt / Taubengasse – Wermelsk. Belten – Bedienungsgebiet Bergisch Born (Bergisch Born, umliegende Höfe oder Lennep südlicher Teil) – RS-Lennep Bismarckplatz – Remscheid-Lennep Bf | 60 min                                                                                          | Stadtwerke Remscheid | G                                                 |

## Wirtschaft
Früher galt Wermelskirchen als Zentrum der Schuhfabrikation. Die Unternehmer Kattwinkel, Siebel, Pfeiffer und Flöring errichteten große Fabriken, deren Produkte und Marken (zum Beispiel Roland-Schuhe) weltweit bekannt wurden. Heute ist die Stadt ein Zentrum der Metallverarbeitung (Räder & Rollen (Tente Rollen, Rhombus Rollen Holding-GmbH, ALFOTEC GmbH Fördertechnik, Interroll, Steinco, Steintex, Rollencenter GbR, HaRo Fördertechnik), Schrauben & Bolzen (Hugo Dürholt)), sowie des Maschinen- und Werkzeugbaus.
Die Baumarktkette Obi, die ihren Firmensitz in Wermelskirchen hat, ist der größte Arbeitgeber vor Ort. Das regionale Finanzinstitut Stadtsparkasse Wermelskirchen hat vier Geschäftsstellen im Stadtgebiet.
Wermelskirchen ist ansonsten vor allem gekennzeichnet durch eine klassische KMU-Struktur. Zurzeit sind etwa 2500 Unternehmen in Wermelskirchen gemeldet. Bei der Mehrheit der ansässigen Firmen handelt es sich um Traditionsunternehmen, die in der zweiten oder dritten Generation geführt werden. Darüber hinaus haben sich aber auch in den letzten Jahren einige moderne und innovative Unternehmen, beispielsweise im Bereich EDV, Lasertechnik, Logistik und Medizintechnik, am Standort angesiedelt und gefestigt. Mit dem neuen Gewerbegebiet UPA1 (Unternehmenspark A1) in Wermelskirchen-Ostringhausen ist seit einigen Jahren die Ansiedlung von neuen wie von bereits in Wermelskirchen ansässigen Unternehmen gelungen.

## Bildung

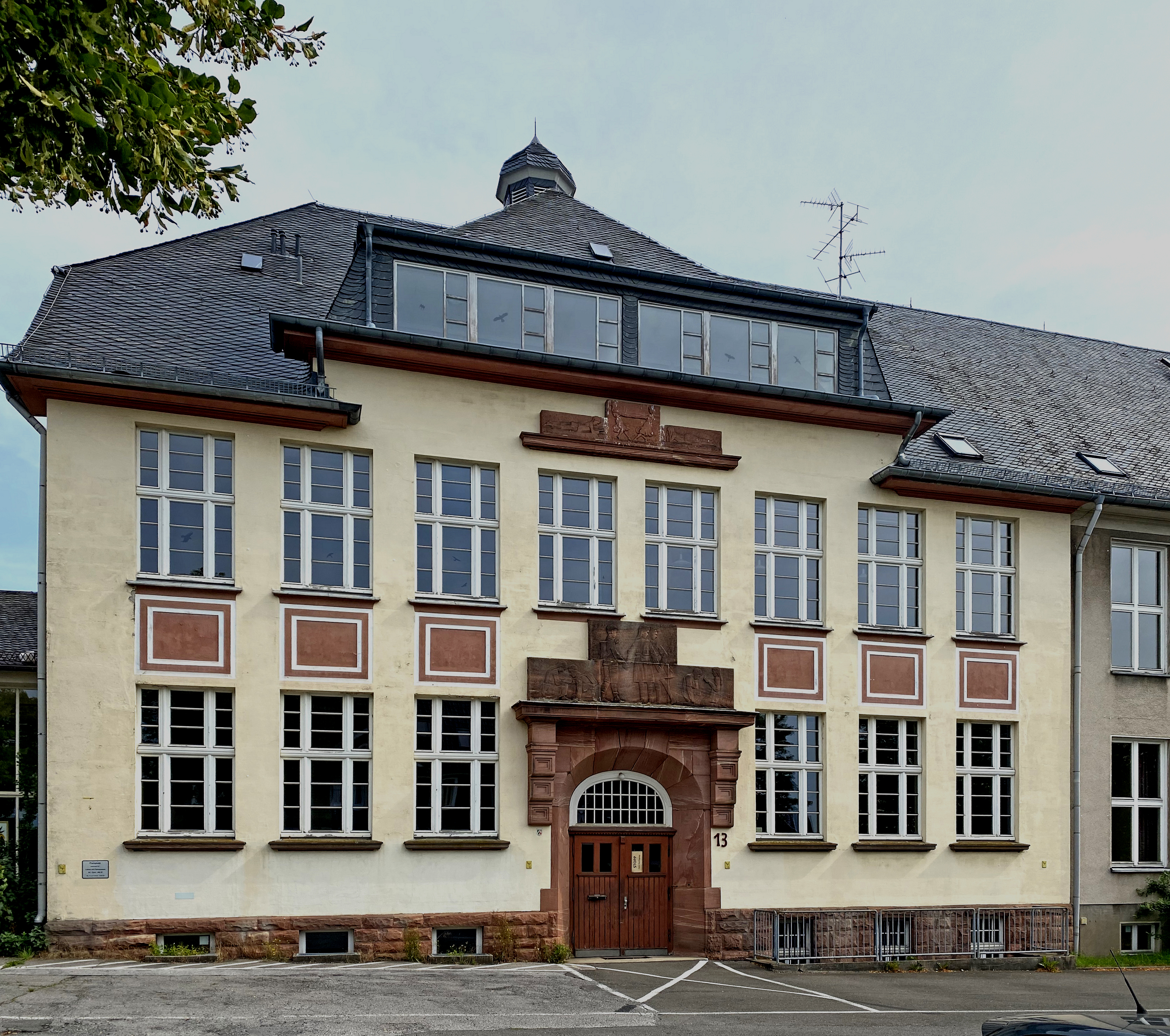
Städtisches Gymnasium (Altbau)

Die Stadt Wermelskirchen verfügt über fünf Grundschulen bzw. -verbünde mit sieben Standorten:
- Waldschule (ehemals Grundschule Ost)
- Schwanenschule
- Katholische Grundschule
- Grundschulverbund Haiderbach mit den Standorten Tente und Hünger sowie
- der Grundschulverbund Dhünntalschule mit den Standorten Dabringhausen und Dhünn.

Im Bereich der weiterführenden Schulen gibt es das Städtische Gymnasium sowie ab Schuljahrsbeginn 2014/2015 die Sekundarschule. Dafür haben die Haupt- und die Realschule seit dem Schuljahrsbeginn 2014/2015 keine neuen Eingangsklassen mehr gebildet und sind mit dem Ende des Schuljahrs 2018/2019 ausgelaufen. Das schulische Spektrum wird durch ein Berufskolleg und eine Förderschule (Pestalozzischule) ergänzt. Auch die Musikschule Wermelskirchen und die Volkshochschule Bergisch Land gehören zu den kommunalen Bildungsangeboten. Am 10. September 2007 wurde in Wermelskirchen zudem eine Außenstelle der Rheinischen Fachhochschule Köln eröffnet.

## Kultur
Für Kulturveranstaltungen sind die „Kattwinkelsche Fabrik“ und das „AJZ Bahndamm“ (Hardcore, Punk, Hip-Hop, Reggae, Dancehall, Heavy Metal, Dubstep) wichtige Anlaufstellen. Aus Wermelskirchen stammt die Punkrock-Band Ni Ju San sowie die Rock-Band Skin of Tears.
Seit 1991 ist die Stadtbücherei im denkmalgeschützten Gebäude der Kattwinkelschen Fabrik untergebracht. Das Medienangebot umfasst über 37.000 Medieneinheiten. Neben Sachliteratur, Romanen und Kinder- und Jugendbüchern bietet die Stadtbücherei auch eine Auswahl an Hörbüchern, CDs, CD-ROMs, Zeitschriften und DVDs an. Sechs internetfähige Computer stehen den Besuchern zur Verfügung. Pro Jahr verzeichnet die Stadtbücherei über 160.000 Entleihungen.
Der Bergische Geschichtsverein, Abt. Wermelskirchen, gibt eine Schriftenreihe unter dem Titel „Wermelskirchen Beiträge zu unserer Geschichte“ heraus. Dort werden lokal- und regionalgeschichtliche Aspekte untersucht und veröffentlicht.

## Sport
Bekannte Sportvereine sind der Wermelskirchener TV, dessen Handballer viele Jahre in der Handball-Regionalliga West spielten und neunmal am DHB-Pokal teilnahmen, sowie der TuS Wermelskirchen, der ab 2010 bis zum freiwilligen Rückzug in der Saison 2012/13 in der 3. Handball-Liga auflief. Die Damen des Judoclub Wermelskirchen kämpfen seit 2013 in der 2. Judo-Bundesliga.
Die Fußballer des Dabringhauser TV kämpfen in der Bezirksliga um Punkte, der ehemalige Oberligist SV 09/35 Wermelskirchen spielte in der Saison 2019/20 in der Landesliga.

## Sehenswürdigkeiten
Am Markt die Evangelische Stadtkirche mit romanischem Turm des 12. Jahrhunderts.
An der oberen Remscheider Straße steht ein 1870 gepflanzter Riesenmammutbaum, der mit einer Größe von 26 Metern alljährlich zu einem der größten lebenden Weihnachtsbäume Europas geschmückt wird.
Viele unter Denkmalschutz stehende Fachwerkhäuser prägen das Stadtbild. Beispiele sind das Häuserensemble „Am Markt“ in der Nähe der evangelischen Stadtkirche und die Bürgerhäuser an der Eich, die hauptsächlich von der Musikschule genutzt werden. Außerdem befindet sich hier ein Trauzimmer und ein Saal, in dem gelegentlich Rats- bzw. Fraktionssitzungen oder Musikveranstaltungen stattfinden.

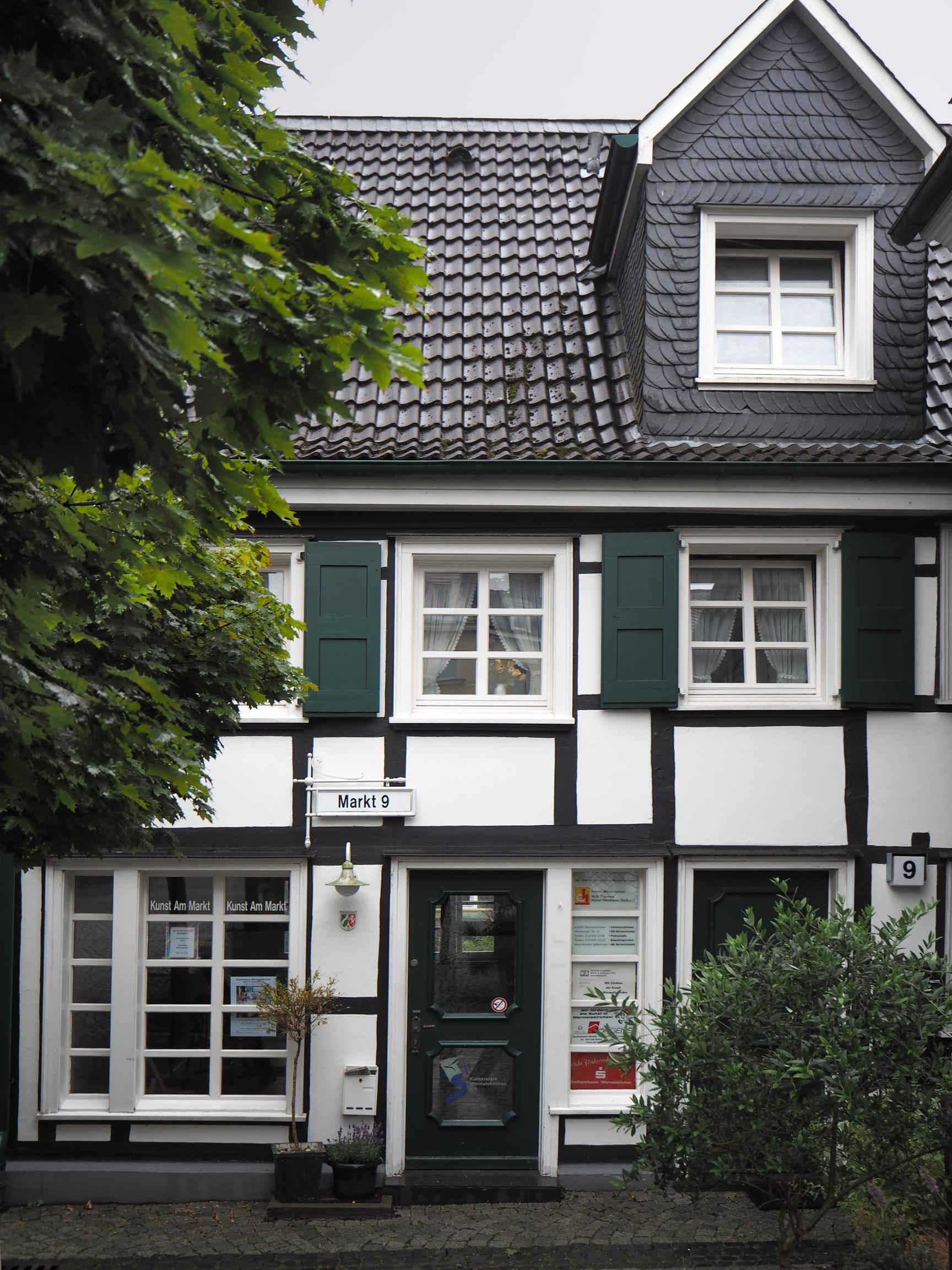
Kunstverein Markt 9
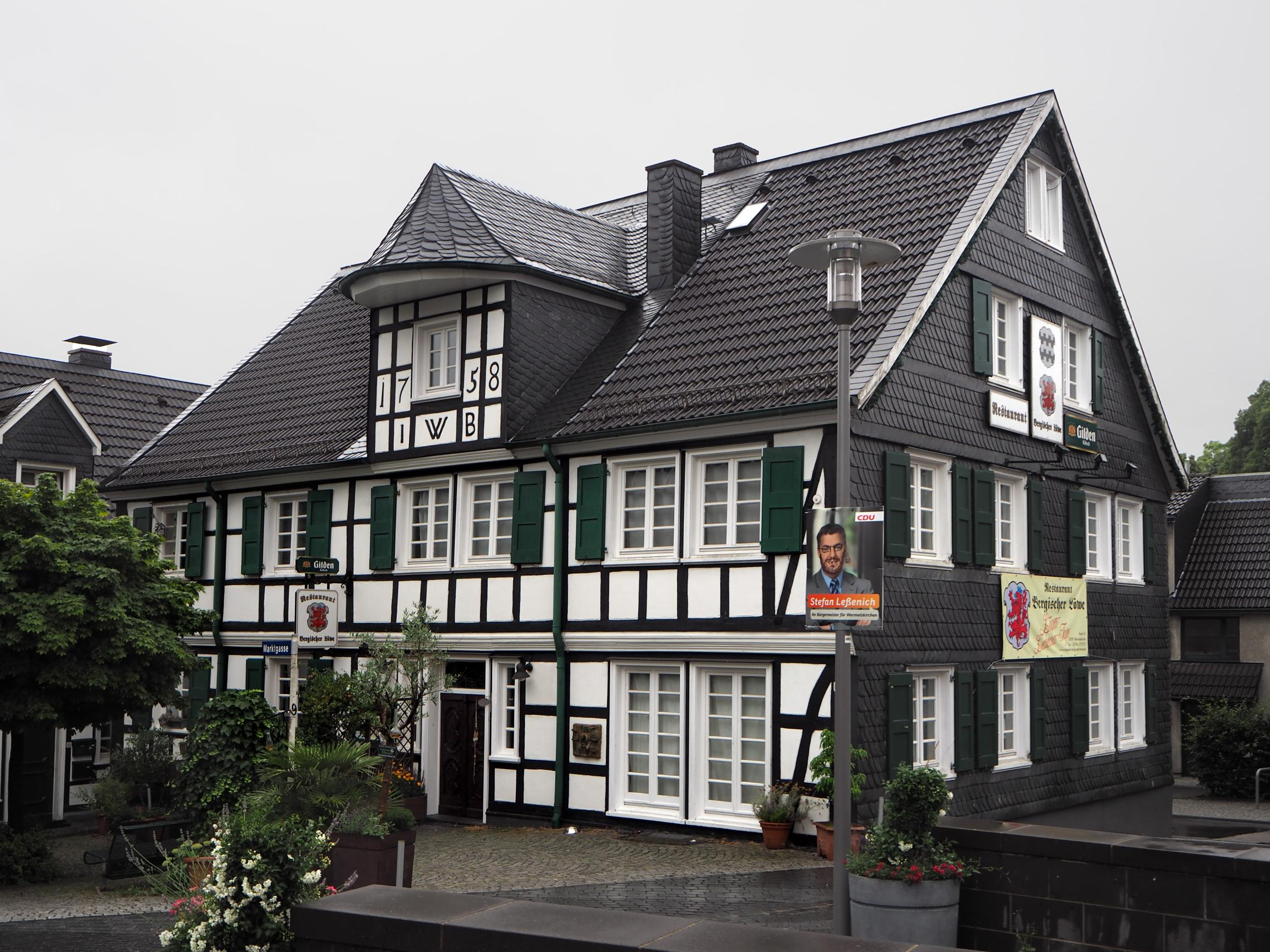
Restaurant Bergischer Löwe Markt 10 (Baujahr 1758)
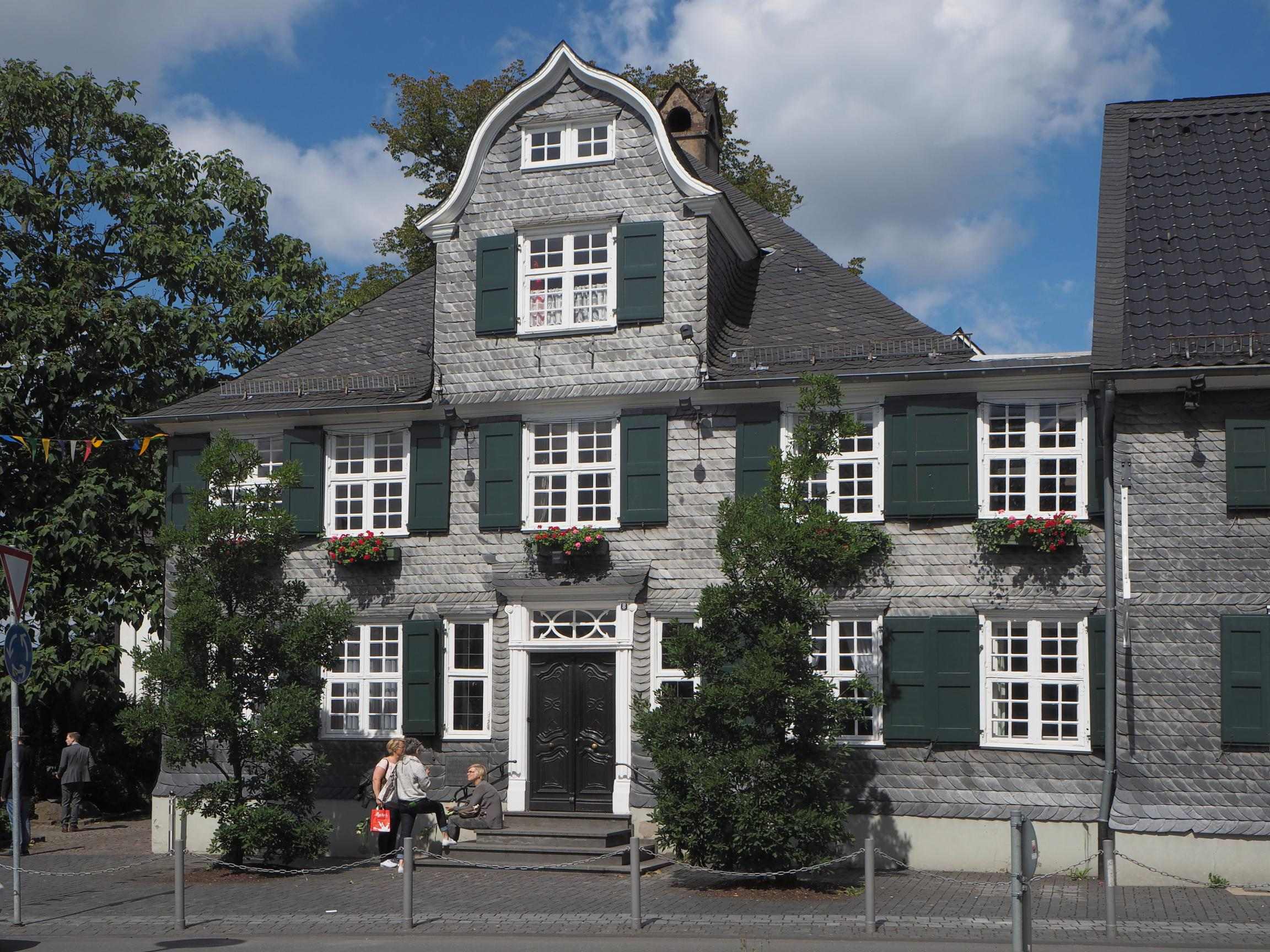
Musikschule Eich 8 (Baujahr 1763)
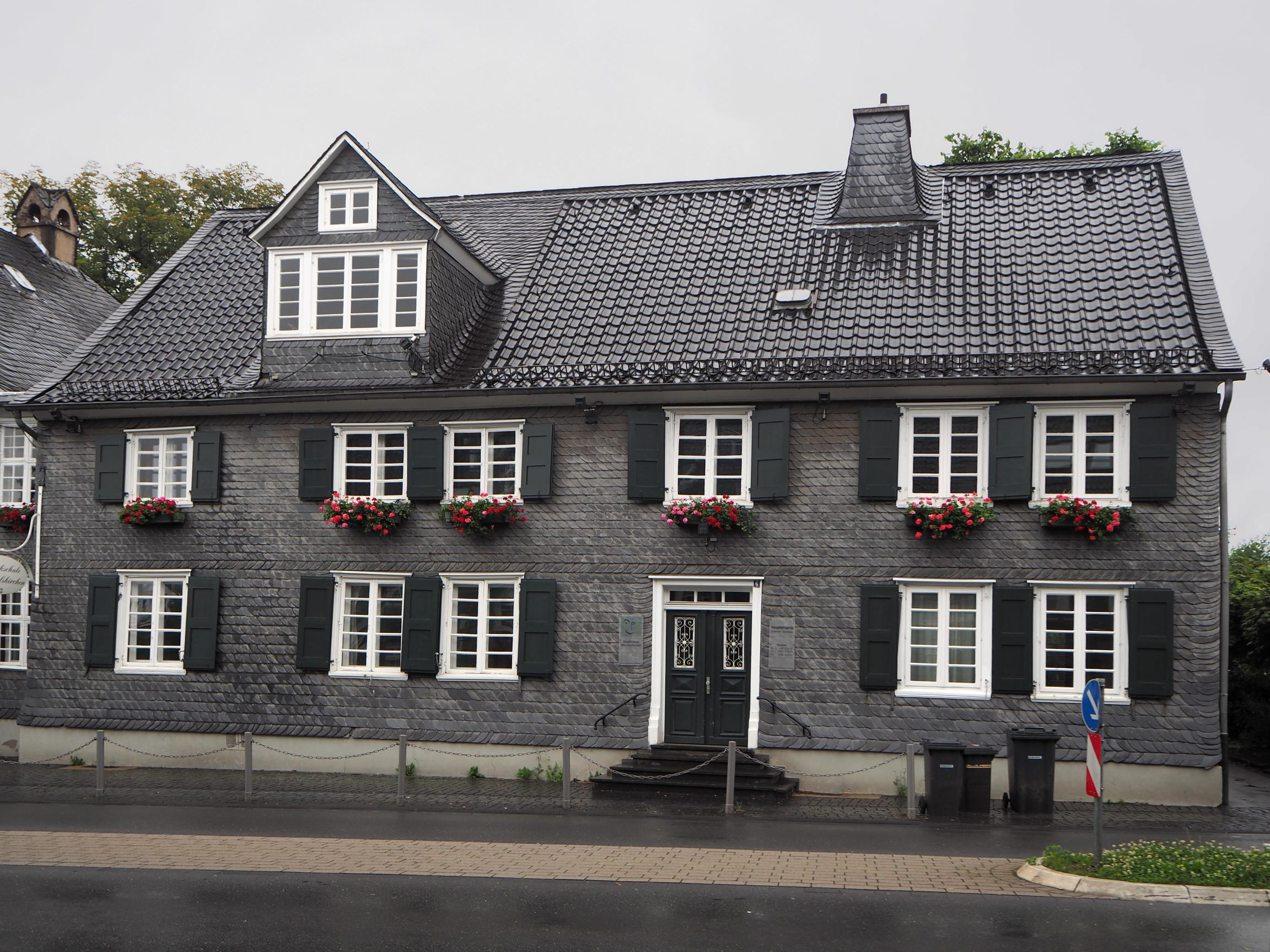
Musikschule Eich 6
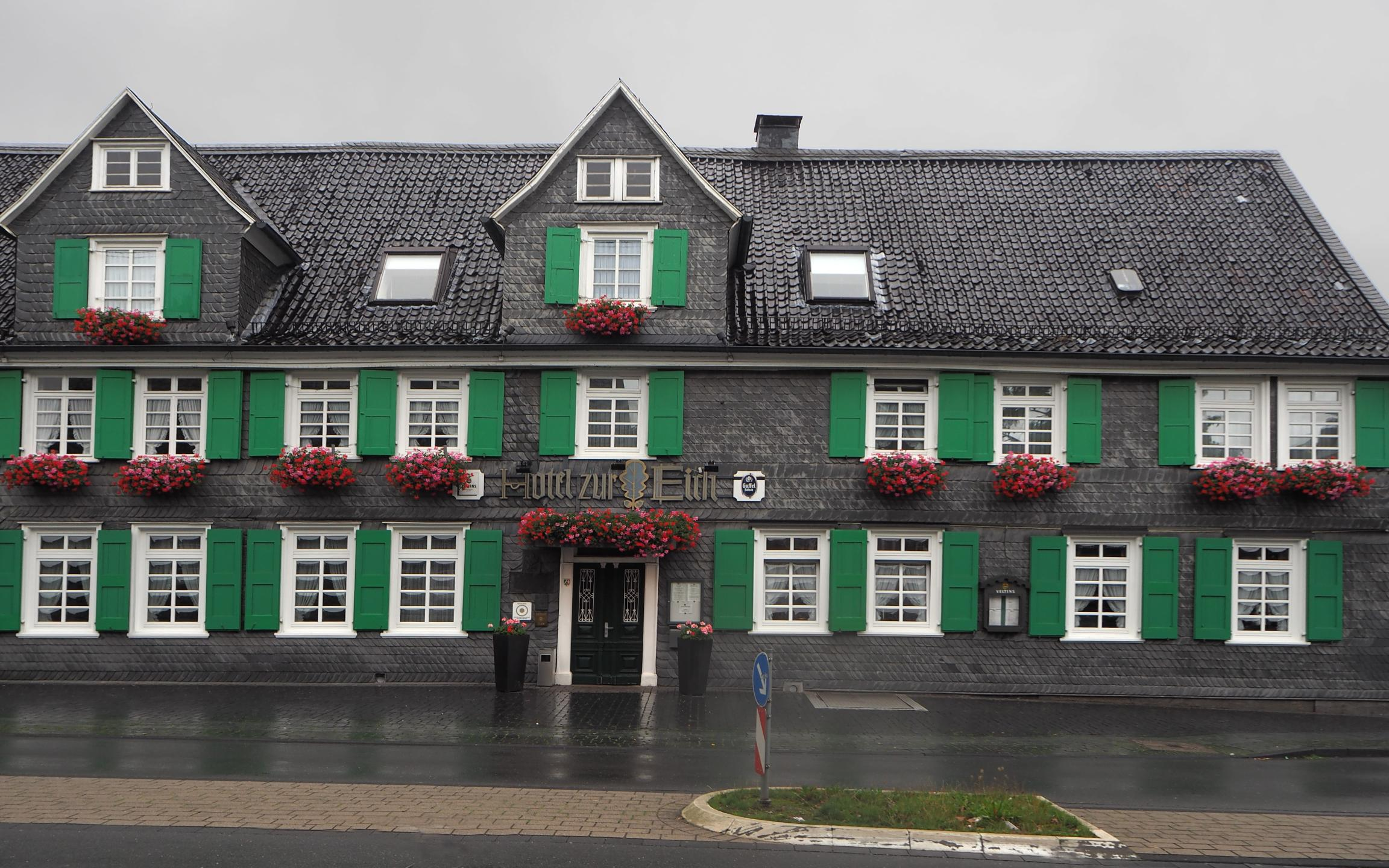
Hotel zur Eich Eich 7
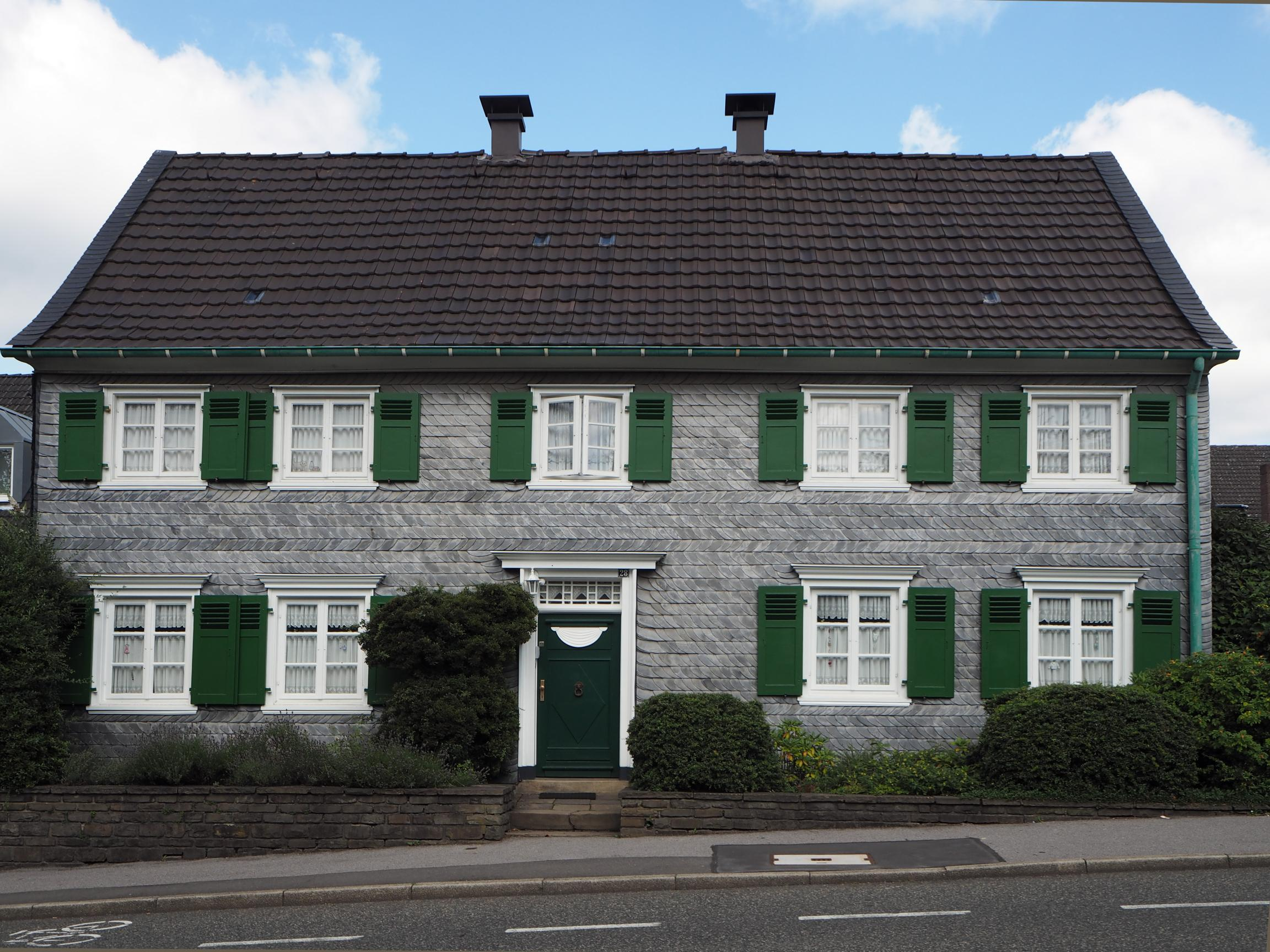
Wohnhaus Schwanen 28

In Dhünn-Haarhausen steht das älteste Fachwerkhaus Wermelskirchens, in dem Eichenbalken aus dem Jahre 1560 durch dendrochronologische Untersuchung festgestellt wurden. In Dhünn-Krähenbach steht ein weiteres altes Fachwerkhaus in dem Eichenbalken aus dem Jahre 1583 durch dendrochronologische Untersuchung festgestellt wurden.
In Dabringhausen-Großeledder steht ein barockes Haus aus dem Jahr 1777.
Des Weiteren bietet sich ein Besuch des Staudammes an der Großen Dhünntalsperre in Dabringhausen-Lindscheid an.

## Regelmäßige Veranstaltungen
In den Monaten Mai bis Oktober findet im Ortsteil Eipringhausen jeweils am dritten Sonntag des Monats um 10:00 Uhr ein Motorradgottesdienst mit durchschnittlich 600 Teilnehmern statt. Seit 2009 beginnt die Motorradgottesdienst-Saison bereits im April.
Regelmäßig am letzten Augustwochenende findet die große Kirmes in Wermelskirchen statt. Fahrgeschäfte und andere Schausteller zeigen sich auf zwei Kirmesplätzen. Dazu gibt es einen großen Krammarkt. Am darauffolgenden Montag findet Matinee statt, wo sich Einwohner und Auswärtige schon vormittags zum Feiern in der gesamten Innenstadt treffen. Viele Arbeitgeber gestatten ihren Mitarbeitern sogar einen arbeitsfreien Tag oder verkürzte Arbeitszeiten. Den Abschluss der Kirmes bildet am Dienstagabend ein großes Höhenfeuerwerk.

## Telefonvorwahlen
Die Stadt hat die Vorwahl 02196. Abweichungen gelten für Dabringhausen (02193) und Bechhausen (02174).

## Sonstiges
Am 9. Juni 2009 wurde am Flughafen Düsseldorf die Bombardier CRJ900 mit dem Kennzeichen D-ACNB der Fluggesellschaft Eurowings auf den Namen Wermelskirchen getauft.
Die Handlung des Romans Absturz in Fahrtrichtung rechts von Jürgen Kasten aus dem Jahr 2013 spielt überwiegend in Wermelskirchen. Ausgangspunkt der Handlung ist ein Brandanschlag auf das AJZ Bahndamm.
Seit Mitte 2022 erschüttert der Missbrauchskomplex Wermelskirchen ganz Deutschland, nachdem Ende 2021 in Tente bei einer Hausdurchsuchung ca. 5 Millionen Mediendateien von Kinderpornografie sichergestellt wurden. Der Schwerpunkt lag mit mindestens 26 Strafverfahren in Nordrhein-Westfalen, betraf aber fast das gesamte Bundesgebiet sowie Österreich.

## Persönlichkeiten

### Ehrenbürger
Die Stadt Wermelskirchen hat folgenden Personen das Ehrenbürgerrecht verliehen:
| - 1876: Ludwig von Bohlen - 1884: Carl Leverkus - 1895: Fürst Otto von Bismarck - 1899: Richard Koenigs - 1915: Wilhelm August Wiel | - 1933: Paul von Hindenburg - 1937: Heinrich Potjan - 1970: Ernst vom Stein - 1994: Heinz Voetmann - 2005: Manfred Maus |

### Söhne und Töchter der Stadt
- Carl Friedrich Goldenberg (1798–1881), Paläontologe (Fauna Saraepontana fossilis)
- Gustav Preyer (1801–1839), Landschaftsmaler
- Carl Leverkus (1804–1889), Chemieunternehmer und Namensgeber der Stadt Leverkusen
- Wilhelm Leverkus (1808–1870), Abgeordneter der Frankfurter Nationalversammlung
- Julius Schumacher (1827–1902), Fabrikant, Kommunalpolitiker und Gründer der Schlossbauvereins Burg an der Wupper
- F. A. Heinhaus (1848–1911), Rechenkünstler
- Friedrich Wilhelm Dörpfeld (1824–1893), Pädagoge und Schulreformer mit politischen und sozialem Konzept
- Julius Trip (1857–1907), Gartenbauingenieur
- Robert Bodewig (1857–1923), Lehrer, Historiker und Archäologe
- Otto Brass (1875–1950), Politiker (SPD, USPD, KPD), Mitglied des Reichstages
- Adolf Flöring sen. (1887–1967), Schuhfabrikant
- Hermann Stutzer (1887–1968), Offizier und Militärrichter
- Bruno Braun (1891–1948), Politiker
- Hans vom Hoff (1899–1969), Politiker und Gewerkschaftsfunktionär
- Paul Burghoff (1900–1989), SS-Sturmbannführer
- Artur Hoffmann (1902–1990), Politiker und Mitglied des Ernannten Braunschweigischen Landtages
- Hans Schwarz van Berk (1902–1973), Journalist
- Alfred Straßweg (1902–1997), Politiker (NSDAP), Reichstagsabgeordneter
- Fritz Haas (1903–1977), Verwaltungsjurist
- Gerhard Braun (1923–2015), Politiker
- Friedrich Hindrichs (1928–1999), Politiker und Landtagsabgeordneter
- Klaus Iserlohe (1928–2011), Bildhauer auf dem Gebiet der sakralen Kunst
- Siegfried Störtte (1929–2018), Stadtdirektor
- Ottmar Braun (1944–2022), Journalist und Honorarkonsul
- Christoph R. Siebrasse (* 1944), Möbeldesigner
- Michael Braun (* 1952), Historiker, Philosoph, Soziologe, Journalist und Moderator
- Uwe Boll (* 1965), Regisseur und Filmproduzent
- Guido Schumacher (* 1965), Judoka
- Andreas Braun (* 1967), Zahnmediziner
- Armin Himmelrath (* 1967), deutscher Bildungs- und Wissenschaftsjournalist und Sachbuchautor
- Christoph Spengler (* 1969), Kirchenmusiker
- Marc von der Höh (* 1970), Historiker
- Susanne Vogel (* 1971), Schauspielerin
- Martin Busch (* 1973), Journalist, Radiomoderator und Autor
- Carolin Butterwegge (* 1974), Politikerin (Die Linke), Landtagsabgeordnete
- Tim Schrick (* 1976), Rennfahrer, Moderator
- Sebastian Thormann (* 1976), ehemaliger deutscher Ruderer
- Thomas Kleine (* 1977), Fußballspieler
- Johannes Vogel (* 1982), Bundestagsabgeordneter und ehemaliger Bundesvorsitzender der Jungen Liberalen
- Sven Wocke (* 1982), Schwimmer
- Nadia Kailouli (* 1983), Journalistin und Fernsehmoderatorin
- Judith van Hel (* 1986), Punkrocksängerin
- Dennis Schmidt (* 1988), Fußballer
- Tayfun Pektürk (* 1988), Fußballer
- Dominique Kusche (* 1990), Schauspielerin (u. a. Lindenstraße)
- Marike Steinacker (* 1992), Leichtathletin
- Luca Dürholtz (* 1993), Fußballer

### Mit der Stadt verbundene Personen
Die folgenden Personen haben lange in Wermelskirchen gelebt oder sind hier verstorben.
- Peter Josef Heinrichs (1815–1892), Lehrer und Heimatforscher
- Carl Philipp von Schatte (1746–1833), ein kurfürstlich pfälzischer Amtsverwalter des herzoglich Bergischen Amtes Bornefeld-Hückeswagen
- Wilhelm Idel (1849–1927), Heimatforscher und Dichter
- Adolf Flöring (1862–1924), Unternehmer in der Schuhindustrie
- Casimir von Pászthory (1886–1966), ungarischer Komponist
- Fritz Ihlau (1909–1995), Komponist
- Winfried Pilz (1940–2019), römisch-katholischer Priester
- Klaus J. Breidenbach (* 1941), Heimatforscher
- Olaf Ihlau (* 1942), Journalist[19]
- Edgar Noske (1957–2013), Autor[20]
- Frank Plasberg (* 1957), Journalist
- Thorsten Legat (* 1968), ehemaliger Fußballspieler und heutiger Trainer
- Christian Lindner (* 1979), Bundesfinanzminister und Bundesvorsitzender der FDP